# Samu Haber

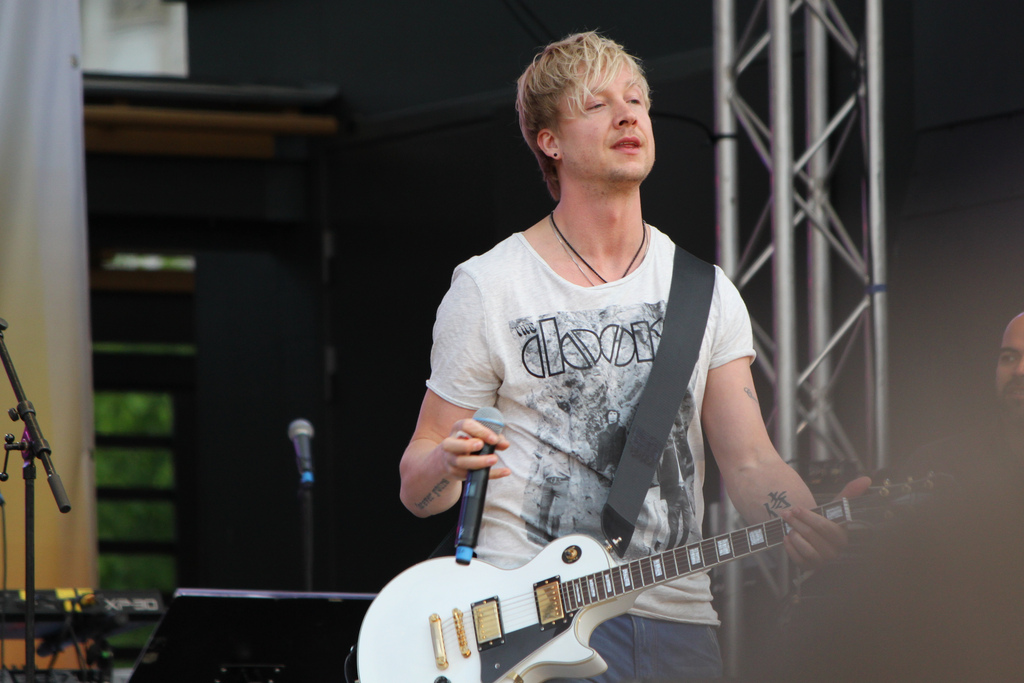
Samu Haber

Samu Haber, född 2 april 1976 i Helsingfors, är en finländsk musiker. Han är gitarrist, sångare och skriver musik i bandet Sunrise Avenue.
När Samu var 16 år gammal bildade han bandet Sunrise i sin hemstad Helsingfors ihop med bland andra Jan Hohental. Samu flyttade sedan till Spanien men kom efter några år tillbaka till Finland år 2002. Det året blev Sunrise till Sunrise Avenue och andra medlemmar som Teijo Jämsä och Sami Häinänen tillkom. Som bandet ser ut idag är Samu den ende medlemmen som är kvar sedan Sunrise-tiden. 
År 2005 hoppade den finska pop-producenten Jukka Backlund med i bandet och strax därefter fick de ett skivkontrakt till skivan On the Way to Wonderland. Med den här skivan och framförallt låten Fairytale gone bad, nådde de stora framgångar i Europa. Nu består bandet av: Samu, Jukka, Raul Ruutu, Sami Osala dessutom en inhyrd gitarrist vid namn Riku Rajamaa. Samu har skrivit alla Sunrise Avenues låtar, vissa med hjälp, vissa själv. 
Samu Haber var programledare för UMK Finska Melodifestivalen där Käärijä vann.